# Paul Strand
Paul Strand (16. oktober 1890 i New York – 31. marts 1976 i Paris) var en indflydelsesrig amerikansk fotograf.
Alfred Stieglitz behandlede 1916 Strands arbejde i de to sidste udgaver af tidsskriftet Camera Work, ledsaget af en udstilling i Stieglitz’ galleri 291.